# Tramlijn 5 (Lyon)
Tramlijn 5 van de tram van Lyon is een tramlijn in de agglomeratie van de Franse stad Lyon. Hij loopt van het metrostation Grange Blanche naar het evenemententerrein Eurexpo.

## Geschiedenis
De regionale ov-autoriteit Sytral kondigde begin 2009 aan dat er een verlenging voor lijn 2 aan zat te komen, richting Eurexpo vanaf halte Les Alizés. In eerste instantie werd deze zijtak lijn 2+ genoemd, maar in mei 2012 werd bekend dat deze tak bereden zal worden door lijn 5, die loopt van Eurexpo naar Grange Blanche.

## Exploitatie
Normaal rijden op de lijn vier trams per uur, doordeweeks in de spitsuren en op zaterdagmiddag rijden er zes trams per uur. In de superdaluren, 's ochtends vroeg en 's avonds ligt de frequentie lager, met een minimum van twee trams per uur. 
Uitsluitend op expositiedagen in Eurexpo wordt het traject tussen Parc du Chêne en Eurexpo aangedaan, met dezelfde frequenties als normaal. 

### Materieel
De lijn wordt geëxploiteerd door Citadis 302 trams van de Franse fabrikant Alstom. De eerste werd geleverd in juni 2000 en was onderdeel van een order voor 39 trams met 5 rijtuigbakken op 3 draaistellen.

## Toekomst
Er bestaan plannen de lijn met 1.700 m spoor en twee extra haltes naar het zuiden te verlengen langs de rand van het Eurexpo-terrein, om aldaar gelegen P&R-terreinen en de gemeente Chassieu te bedienen. De haltes hebben als voorlopige namen Z.I. Mi-Plaine en René Cassin. Een realisatiedatum is niet vastgelegd.